# 맨앳암즈

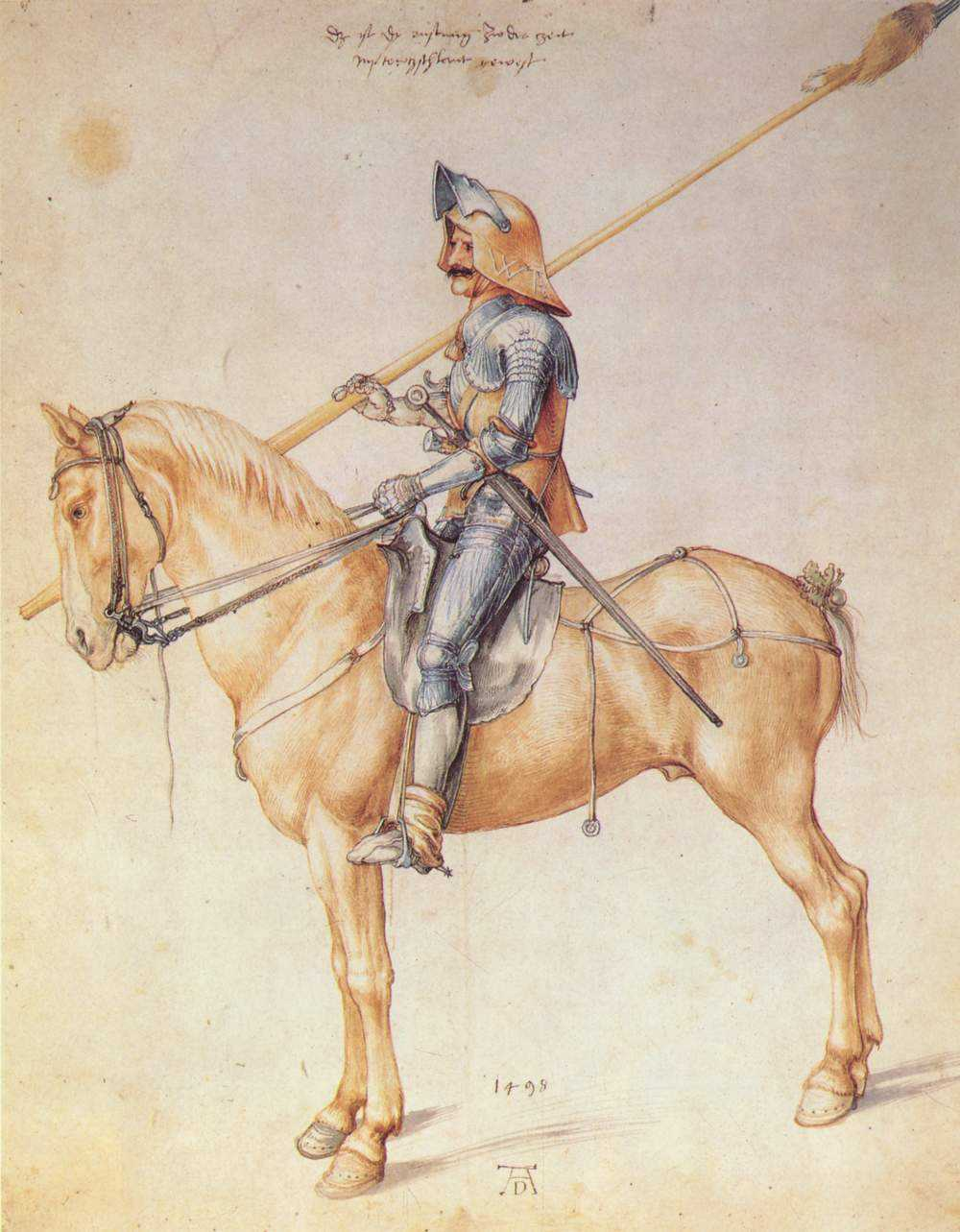
알브레히트 뒤러의 그림. 1495년 작.

맨앳암즈(man-at-arms)는 중세 성기에서부터 르네상스기에 이르는 시대의 군인, 특히 직업적 군인을 가리키는 말이다. 암즈맨(armsman), 코이스트럴(coistrel)이라고도 하며, 복수형은 멘앳암즈(men-at-arms)이다.